# Muzeum Historii Ruchu Rewolucyjnego w Łodzi
Muzeum Historii Ruchu Rewolucyjnego w Łodzi – muzeum miejskie powstałe w 1959 r., gromadzące wszelkiego rodzaju pamiątki z zakresu dziejów polskiego i regionalnego (Łódź i region łódzki) ruchu robotniczego. Obecnie Muzeum Tradycji Niepodległościowych w Łodzi. Ekspozycja w budynku głównym przy ul. Gdańskiej 13 udostępniona 15 października 1960 roku.

## Historia
Idea utworzenia w Łodzi ogólnopolskiego „Muzeum Robotniczego” powstała około połowy 1947 r., z inicjatywy nowych sił politycznych (prawdopodobnie przede wszystkim z kręgu PPR), aktywnie przebudowujących w tym czasie strukturę polityczną, gospodarczą i społeczną powojennej Polski na państwo socjalistyczne. Muzeum miało być formą historycznego uzasadnienia prawa do takich działań oraz upamiętniać długoletnie zmagania proletariatu z kapitalistami i reakcją. Była to inicjatywa oparta na doświadczeniach funkcjonowania podobnego typu muzeów na terenie ZSRR, do czego wyraźnie odwoływano się w opublikowanych założeniach programowych przyszłego muzeum, wskazując na frekwencję jaką cieszą te muzea, ich wysoki poziom merytoryczny oraz fakt, że są jedynymi w Europie.
Muzeum miało powstać w centrum Łodzi, w specjalnie dla niego wybudowanym gmachu, na którą to inwestycję Ministerstwo Kultury i Sztuki na rok 1948 przeznaczyło ówczesnych 10 mln złotych. Miała być to placówka miejska, dotowana przez państwo. Powstały dwa komitety organizacyjne: w Łodzi i Warszawie. Władze Łodzi zapowiedziały przekazanie dla grupy łódzkiej organizatorów tworzącego się muzeum 8-pokojowy lokal. Pomimo tych konkretnych decyzji i działań do utworzenia w Łodzi „Muzeum Robotniczego” w tym czasie nie doszło (prawdopodobnie z przyczyn finansowych i innych pilniejszych zadań związanych z odbudową Polski i Warszawy). Gdyby wtedy powstało, byłoby pierwszym tego rodzaju muzeum w Polsce. Wybierając Łódź na jego pomieszczenie, zapewne brano jej usytuowanie w centrum Polski, fakt, że tak duże miasto nie zostało praktycznie zniszczone podczas minionej wojny oraz znaczące tradycje komunistycznego ruchu robotniczego w tym mieście, co było częściową prawdą, ponieważ pierwszoplanową rolę w jego organizacji odgrywała Polska Partia Socjalistyczna.
Do tamtej idei powróciła w II poł. lat 50. XX w. grupa łódzkich weteranów ruchu robotniczego oraz pracowników Referatu Historii Partii Komitetu Łódzkiego PZPR, która zyskała akceptację jej realizacji kierownictwa władz partyjnych w Łodzi, które zleciły jej realizację władzom miasta. Sprzyjającym momentem był pusty w tym czasie budynek b. więzienia u zbiegu ówczesnych ulic Gdańskiej i Obrońców Stalingradu (obecnie Legionów), z którego kilka lat wcześniej wyprowadziła się Wojewódzka Szkoła Milicji Obywatelskiej w Łodzi.
Muzeum powstało w 1959 r. wspólną decyzją Sekretariatów Komitetu Łódzkiego i Komitetu Wojewódzkiego PZPR w Łodzi a przede wszystkim uchwałą Prezydium Rady Narodowej w Łodzi nr 26/217/58 z 8 lipca 1958 roku. Praktyczne prace organizacyjne rozpoczęto w styczniu 1959 r. pod nazwą „Muzeum Historii Ruchu Rewolucyjnego w Łodzi” (MHRR-Łódź), na bazie zbiorów Referatu Historii Partii Komitetu Łódzkiego PZPR. Jego Biuro Organizacyjne pomieszczono w budynku przedwojennej mykwy przy ul. Gdańskiej 75. Natomiast na główną siedzibę władze miasta przeznaczyły wspomniany już wyżej budynek byłego więzienia przy ul. Gdańskiej 13 (u zbiegu ówczesnych ul. Gdańskiej i Obrońców Stalingradu, dziś Legionów) oraz, jako oddział, teren byłego więzienia policyjnego z okresu II wojny światowej na Radogoszczu. Jego pierwszymi pracownikami zostali: dyspozytor Juliusz Grabik i adiunkt Zakładu Historii Uniw. Łódzkiego – mgr Stanisław Mierzejewski, który został jego pierwszym dyrektorem. Równocześnie powstała Rada Muzealna pod przewodnictwem ówczesnego posła – Eugeniusza Ajnenkiela. Według Izydora Hałasa, ówczesnego kierownika Referatu Historii Partii Komitetu Łódzkiego PZPR i prawdopodobnie jednego z głównych pomysłodawców takiego muzeum, powstanie muzeum miało przyczynić się do stworzenia warunków badawczo-naukowych dla opracowania oraz spopularyzowania historii i tradycji ruchu robotniczego, a także udostępnienia zwiedzającym pamiątek (m.in. fotografii, sztandarów, transparentów, listów) z czasów rewolucyjnej działalności. Również sama siedziba muzeum (jako miejsce, w którym władze carskie, Polski międzywojennej oraz hitlerowskie więziły rewolucjonistów) miało być świadectwem historii ruchu robotniczego.

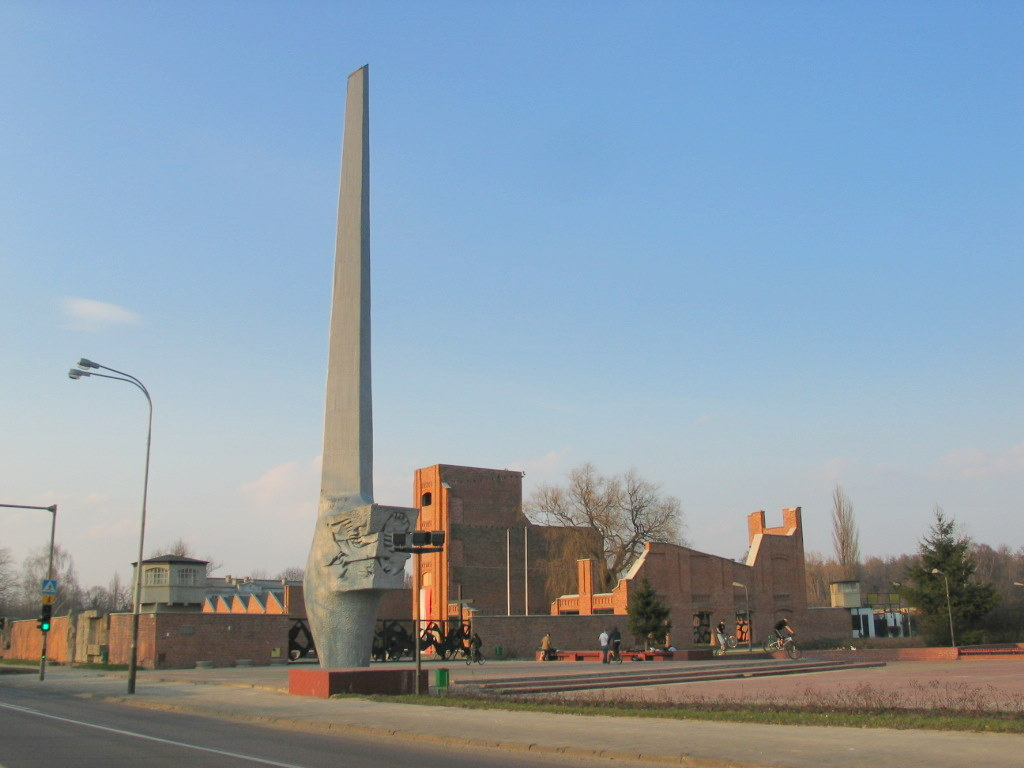
MTN-Łódź, oddz. „Radogoszcz”, ul. Zgierska 147

Po generalnym remoncie, przystosowującym budynek przy ul. Gdańskiej do nowej funkcji, muzeum zostało otwarte 16 października 1960 roku. W otwarciu uczestniczył ówczesny Przewodniczący Rady Państwa Aleksander Zawadzki. W momencie powstania muzeum teren byłego więzienia nazistowskiego na Radogoszczu stał się jego oddziałem. Nowo powstałe Muzeum było jednym z wielu podobnych tworzonych w tym czasie na obszarze całej Polski, dla dokumentacji dziejów polskiego ruchu rewolucyjnego lub robotniczego, przede wszystkim w dużych ośrodkach przemysłowych, np. w Warszawie (Muzeum Historii Polskiego Ruchu Robotniczego), na Śląsku (np. w Dąbrowie Górniczej – Muzeum Historii Ruchu Robotniczego im. Aleksandra Zawadzkiego), czy w Poznaniu (Muzeum Historii Ruchu Robotniczego; od 16 grudnia 1997 r. – Muzeum Wielkopolskie Muzeum Walk Niepodległościowych). W Łodzi było podówczas jedynym w pełni historycznym – jakkolwiek już od 1955 r. funkcjonowało specjalistyczne Centralne Muzeum Włókiennictwa w Łodzi – i z tego powodu w sferze jego zainteresowań znalazła się też pośrednio szeroko pojęta problematyka historii miasta, dzięki czemu i jego pracownikom zachowało się do dziś wiele unikalnych zdjęć, dokumentów i muzealiów, które w innej sytuacji mogłoby ulec zniszczeniu lub zagubieniu (obecne Muzeum Miasta Łodzi powstało dopiero w październiku 1975 r.). Stąd jego znaczenie w dziejach łódzkiego muzealnictwa, pomimo głównego – ideologicznego – celu działalności, jest trudna do przecenienia. Pośrednio świadczą o tym przygotowywane w nim wystawy czasowe, szczególnie po przełomie politycznym w 1989 roku.
W połowie lat 70. XX w. muzeum realizowało ogólnopolski program tworzenia zakładowych „Izby Tradycji i Perspektyw” zainicjowany przez Komitet Centralny PZPR. Program, w generalnym założeniu ideologiczno-propagandowy, przyczynił się do zachowania, we wszystkich zakładach gdzie był realizowany, wielu pamiątek (zdjęć, dokumentów, przedmiotów) z ich dziejów, pozostających w zakładowych archiwach lub zbiorach ich pracowników, które mogłyby zostać zniszczone w trakcie intensywnych procesów modernizacyjnych. Często równolegle powstawały mniej lub bardziej obszerne publikacje o ich dziejach. Praca nad organizacją „izb” w jakimś zakresie przyczyniła się do rozbudzenia zainteresowania dziejami zakładów wśród ich pracowników. W Łodzi pracownicy MHRR zrealizowali zakładowe ekspozycje m.in. w Zakładach Przemysłu Pasmanteryjnego „Bonax” (otwarcie 25 lutego 1977), Zakładach Przemysłu Bawełnianego im. Stanisława Dubois (otwarcie 25 lutego 1977), Zakładach Przemysłu Dziewiarskiego im. P. Findera „Pafino” (otwarcie 25 kwietnia 1977), Przędzalni Czesankowej „Arelan” (otwarcie 17 stycznia 1977), Fabryce Osprzętu Samochodowego „Polmo” (otwarcie 22 kwietnia 1978), Zakładach Przemysłu Jedwabniczego „Pierwsza” (otwarcie 4 maja 1978) oraz w Miejskim Przedsiębiorstwie Komunikacyjnym w Łodzi (otwarcie ok. stycznia 1978).
5 września 1981 r. udostępniono do zwiedzania wewnętrzny dziedzinie byłego więzienia, tzw. spacernik, na którym jest eksponowana rekonstrukcja carskiej kibitki.
Zważywszy na obszary działalności wystawienniczej i naukowej, decyzją nr 50/84 prezydenta Łodzi z 13 czerwca 1984 r., w sprawie zmian w funkcjonowaniu Wojewódzkiego Obywatelskiego Komitetu Ochrony Pomników Walki i Męczeństwa w Łodzi, „z urzędu” jego sekretarzem miał być odtąd wicedyrektor Muzeum, a dyrektor – przewodniczącym Komisji Wydawniczo-Informacyjnej.
W 72. rocznicę urodzin Władysława Gomułki (1905–1982), 18 lutego 1987 r., muzeum nadano jego imię. Z tej okazji ukazała się 8-stronnicowa jednodniówka „Towarzysz Walki i Pracy. O Władysławie Gomułce”, ale ze względu na rozwijającą się podówczas dynamicznie sytuację społeczno-polityczną w Polsce, osoba patrona nie była szczególnie eksponowana, nie zdołała zakorzenić się szerzej w świadomości łodzian i nie przeszła do nowej nazwy muzeum.
1 stycznia 1990 r., na bazie zbiorów tego Muzeum, ale z gruntownie zmienioną formułą i głównymi celami działania, utworzone zostało „Muzeum Tradycji Niepodległościowych w Łodzi” (MTN-Łódź). Szczęśliwie nie doszło wtedy do parcelacji bogatych zbiorów z poprzedniej formuły działania, co obecnie ułatwia historykom nowe badania nad dziejami idei socjalistyczno-komunistycznej w Łodzi i w Polsce oraz dziejów samego miasta.

## Dzieje głównego budynku muzeum
Muzeum zostało pomieszczone w dawnym budynku carskiego więzienia zbudowanym w latach 1883–1885, przy ówczesnej ul. Długiej (dziś Gdańska). W momencie uruchomienia był to pierwszy, specjalnie zbudowany, tego rodzaju obiekt w Łodzi. Do tego czasu aresztantów cywilnych przetrzymywano w budynku ratusza miejskiego przy obecnym pl. Wolności. Przez kilka pierwszych miesięcy funkcjonowania formalnie areszt sądowy i śledczy, z dniem 30 III 1886 r., podniesiony do rangi więzienia. Odtąd jego oficjalna nazwa brzmiała „Łodzinskaja tiurma” (Więzienie łódzkie).
Od momentu powstania do wybuchu II wojny światowej było to więzienie koedukacyjne. Podczas okupacji niemieckiej w Łodzi wyłącznie kobiece (Polizeigefängnis für Frauen; Polizeigefängnis Danzigerstrasse; Frauen-Gefängnis Danzigerstrasse) i takim pozostało także po jej zakończeniu. Po likwidacji funkcji więziennej i przeniesieniu więźniarek do zakładu karnego przy ul. Sterlinga 16, została tu umieszczona Wojewódzka Szkoła Milicji Obywatelskiej, która funkcjonowała przez następne sześć lat. Po jej przeniesieniu w inne miejsce budynek stał przez kilka lat pusty, aż w końcu został przekazany uchwałą Prezydium Rady Narodowej m. Łodzi z 8 lipca 1958 tworzącemu się Muzeum Historii Ruchu Rewolucyjnego.
Budynek przy ul. Gdańskiej wpisany jest do rejestru zabytków pod numerem A/20 (decyzja z dnia 20 stycznia 1971).

## Dyrektorzy muzeum
Dyrektorami muzeum od 1959 do czasu zmiany nazwy i formuły działania i zbiorów byli:
- Stanisław Mierzejewski (1959–1968)
- Tadeusz Czapliński (15 XII 1969 – 31 VIII 1974; nast. kier. oddz. „Radogoszcz”, od 1 IX 1974 do 28 I 1979)
- Izydor Hałas (1 X 1974[21] – 1980)
- Maria Ojrzyńska (1980–1986)
- Henryk Siemiński[22] (1986–1992 – p.o. dyrektora Muzeum)

## Nagrody, wyróżnienia
- 1988: medal 40-lecia Rady Ochrony Pomników Walki i Męczeństwa